# Грб Мајминског рејона
Грб Мајминског рејона је званични симбол једног од рејона Републике Алтај — Мајмински рејон. 
Грб је званично усвоје н 24. марта 1994. године

## Опис грба
У средини хералдички штита грба је птица у хералдици која држи златножути кључ. Позадина горњег дијела грба је направљена у облику бијеле и плаве траке, на којојима је представљена планина бијеле боје обрубљена плавим и златно жути круг сунца изнад ње. Таласна граница прелази средњи дио штита. На зеленој позадини доњег дијела штита приказана је равна линеарна перспектива плаве боје која иде на линију хоризонта.